# Vuelo 1673 de KLM
El 28 de noviembre de 2004, el tren de aterrizaje del vuelo 1673 de KLM impactó contra un pájaro, que rompió un cable en la rueda de morro. El vuelo continuó con normalidad, pero cuando la tripulación intentó aterrizar el avión, fueron incapaces de controlar el movimiento del avión, y el avión se salió de pista antes de que el tren de aterrizaje se colapsase. Las 146 personas que viajaban a bordo del Boeing 737-406 sobrevivieron al accidente.

## Accidente
El reactor fue autorizado a despegar del aeropuerto de Ámsterdam-Schiphol a las 16:46. Durante el despegue de la pista 18L, la rueda de morro del avión impactó contra un pájaro. Este incidente fue reportado al control de tráfico aéreo, la rueda de aterrizaje se retrajo normalmente y el vuelo continuó con normalidad.	
Durante la toma en la pista 25R del Aeropuerto de Barcelona, el avión comenzó a desviarse a la izquierda del eje de pista. La tripulación aplicó desviación derecha, frenado y giro de la rueda de morro pero no consiguieron mantener el avión en pista. Tras salirse de la superficie pavimentada de pista a unos cien nudos, el avión se internó en una zona de arena blanda donde se estaban efectuando trabajos de construcción. La pata del tren de morro se colapsó y el tren principal izquierdo se retrajo parcialmente poco antes de que el avión se detuviese en el borde de un canal de drenaje. Todos los tripulantes y pasajeros lograron evacuar el avión satisfactoriamente, pero el avión quedó completamente destrozado y fue retirado.

## Investigación
Se descubrió que la causa del accidente fue un cable roto en el sistema de giro de la rueda de morro provocada por la colisión con el ave. Contribuyendo a la colisión con el ave se descubrió un mantenimiento impropio con la aplicación de grasa con pequeñas muestras aisladas aun visibles. El informe final concluyó que:

"Se considera que el accidente probablemente ocurrió porque durante el despegue un pájaro impactó contra uno de los cables del sistema de viraje de la rueda de morro rompiéndolo y dañó de este modo todo el conjunto, haciendo que las ruedas de morro se girasen hacia la izquierda durante el aterrizaje, causando una a la izquierda que no pudo ser contrarrestada por una total deflexión del compensador mientras el avión desaceleraba. La posterior aplicación de frenos y otras acciones por parte de la tripulación no pudieron evitar que el avión se saliese de la superficie de pista.
Los daños en el avión se vieron incrementados por las condiciones del margen de pista debido a los trabajos de construcción en el aeropuerto.
Contribuyendo a la rotura del cable también contribuyó el gran desgaste local de la zona. También pudo contribuir la aplicación de grasa al sistema durante las labores de mantenimiento. Pese a la experiencia y entrenamiento de la tripulación, no fueron capaces de reconocer rápidamente la causa de la desviación del avión y mantener el avión en la pista".